# 小林彩子
小林 彩子（こばやし あやこ、1973年3月28日 - ）は、日本の女優、歌手、元アイドル。身長163cm（デビュー当時）。血液型はO型。

## 略歴・人物
神奈川県伊勢原市出身。在学していた日出女子学園高校では、同級生に岡本南、中山忍などがいた。全国JOCジュニアオリンピックカップ水泳競技大会出場経験があり、アイドル水泳大会での競泳は断トツだった。
「'88 ミス・サンバード」オーディションで、12,109人の中からグランプリに選ばれる。その後、CBS/SONY RECORDSより、1988年11月2日に「冬のレインボー」でアイドル歌手デビュー。ヒットには恵まれなかったが歌唱力には一定の評価が下されており、ラジオで共演していた菊池健一郎に「お前、歌頑張れよ」と激励され涙ぐんでしまう面もあった。
1990年にテレビ東京「タミヤRCカーグランプリ」のリポーターを一年間務める。
1992年にライダーズクラブKAZEのイメージガールを務める。
その後、松木彩子と改名し、レースクイーンやモデルとして活動する。

## ディスコグラフィ

### シングル
- 全てCBS/SONY RECORDSからリリースされた。

| # | 発売日          | 曲順 | タイトル             | 作詞     | 作曲           | 編曲       | 規格品番  |
| - | --------------- | ---- | -------------------- | -------- | -------------- | ---------- | --------- |
| 1 | 1988年 11月2日  | 01   | 冬のレインボー       | 田口俊   | 三浦一年       | 山川恵津子 | 10EH-3131 |
| 1 | 1988年 11月2日  | 02   | いちばんの友だち     | 田口俊   | 山川恵津子     | 山川恵津子 | 10EH-3131 |
| 2 | 1989年 5月21日  | 01   | ブルー・プラネット   | 三浦徳子 | 鈴木キサブロー | 椎名和夫   | 10EH-3282 |
| 2 | 1989年 5月21日  | 02   | 涙の花びら           | 田口俊   | 久保友継       | 松田真人   | 10EH-3282 |
| 3 | 1989年 11月22日 | 01   | 風の地球儀           | 田口俊   | 児玉直弥       | 松田真人   | CSDL-3029 |
| 3 | 1989年 11月22日 | 02   | 星座よりサスピション | 工藤哲雄 | 児玉直弥       | 西脇辰弥   | CSDL-3029 |
| 4 | 1990年 11月21日 | 01   | 好きさ好きさ好きさ   | 漣健児   | Chris White    | 馬飼野康二 | CSDL-3196 |
| 4 | 1990年 11月21日 | 02   | From Hanako          | SHOW     | 馬飼野康二     | 馬飼野康二 | CSDL-3196 |

### コンピレーション・アルバム
- アイドル・ミラクルバイブルシリーズ '87・'88 Girls 統乃さゆみ・大東恵・小林彩子（2011年9月11日／ソニー・ミュージックダイレクト／DYCL-354）
  - カップリングを含む全シングルの楽曲を収録。

### タイアップ曲
| 年     | 楽曲               | タイアップ                                         |
| ------ | ------------------ | -------------------------------------------------- |
| 1988年 | 冬のレインボー     | 長崎屋創立40周年・キャンペーンソング               |
| 1989年 | ブルー・プラネット | グリコ「カフェオーレ」CMソング                     |
| 1989年 | 風の地球儀         | 長崎屋・CMソング                                   |
| 1990年 | 好きさ好きさ好きさ | テレビ東京系「タミヤRCカーグランプリ」テーマソング |

## 出演

### テレビ
- 青春オーロラ・スピン スワンの涙（1989年、フジテレビ）
- タミヤRCカーグランプリ（1990年-1991年、テレビ東京）
- 特捜ロボ ジャンパーソン - 橘順子
  - 第47話「謎?! 裏切りの嵐」（1993年12月26日）
  - 第49話「炎に消えたGG」（1994年1月16日）

### CM
- 長崎屋
- サンクス

## 写真集
- PALETTE（1989年12月、近代映画社、撮影：鯨井康雄）
- 夢見ごこち（1991年12月、ビックマン、撮影：清水清太郎）